# Артур, герцог Коннаутский
Артур Уильям Патрик Альберт, принц Великобритании, герцог Коннаутский и Стратернский (с 24 мая 1874; англ. Prince Arthur William Patrick Albert of the United Kingdom, Duke of Connaught and Strathearn; 1 мая 1850[…], Вестминстер, Большой Лондон — 16 января 1942[…], Бэгшот-парк, Суррей) — третий сын королевы Великобритании Виктории, британский фельдмаршал (с 26 июня 1902), германский генерал-фельдмаршал (с 9 сентября 1906), Генерал-губернатор Канады (назначен 6 октября 1911; (приведение к присяге состоялось 13 октября 1911), покинул должность 11 ноября 1916).

## Биография
Учился в Военной академии в Вулидже, служил в армии; в 1882 командовал бригадой во время англо-египетской войны, в 1883—1885 — в Индии, с 1886 по 1890 был главнокомандующим бомбейской армией, с 1900 — главнокомандующий в Ирландии.
В 1900 смерть его старшего брата, герцога Альфреда Саксен-Кобург-Готского, дала ему права на престол этого герцогства, но он отказался от этого права в пользу племянника, Карла Эдуарда, герцога Олбани, чтобы продолжать военную службу в Англии.
13 марта 1879 он женился на принцессе Луизе Маргарите Прусской (1860—1917), дочери Фридриха Карла Прусского (20 марта 1828 — 15 июня 1885), от которой имел троих детей:
- Маргарита (15 января 1882 — 1 мая 1920), замужем за принцем Швеции Густавом Адольфом, через 30 лет после её смерти вступившим на престол как Густав VI;
- принц Артур Коннаутский (13 января 1883 — 12 сентября 1938),
- Патриция (17 марта 1886 — 12 января 1974).

Принц Артур умер при жизни отца, и после смерти 91-летнего герцога Коннаутского в 1942 году титул унаследовал его внук Аластер (1914—1943), который уже в следующем году умер в Канаде (погиб от переохлаждения). Со смертью Аластера род герцогов Коннаутских пресекся, однако другие титулы, наследником которых он был по матери (герцог Файф и граф Макдаф) унаследовал его двоюродный брат Джеймс Карнеги.

## Титулы
- с 1 мая 1850 — Его Королевское Высочество Принц Артур
- с 24 мая 1874 — Его Королевское Высочество герцог Коннаутский и Стратернский

## Галерея

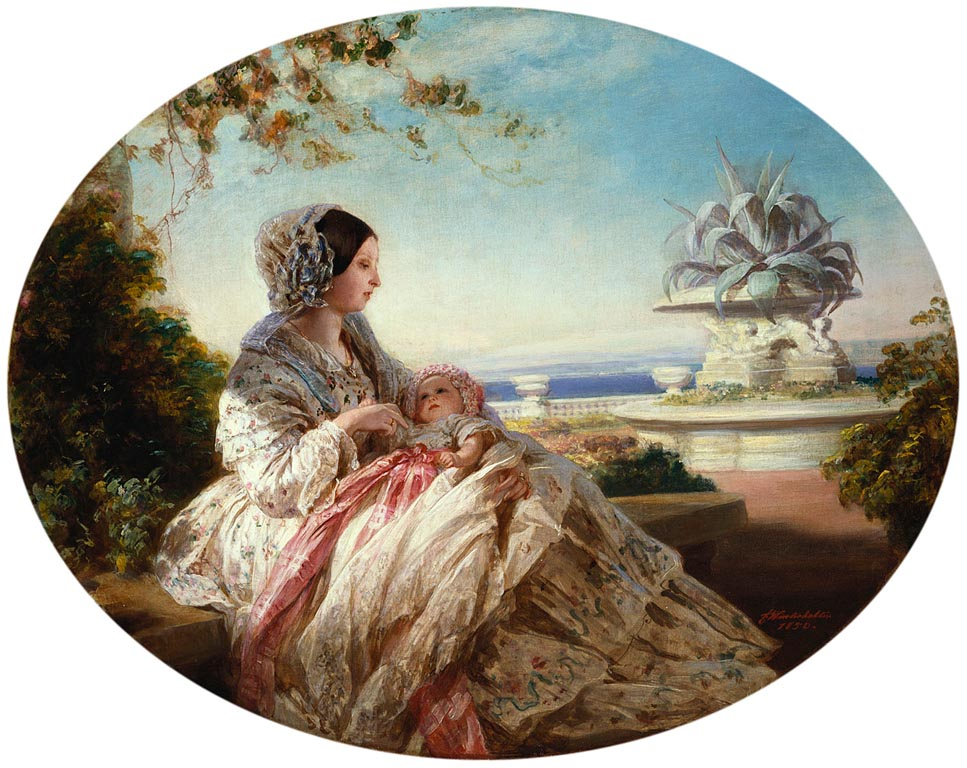
Королева Виктория с принцем Артуром
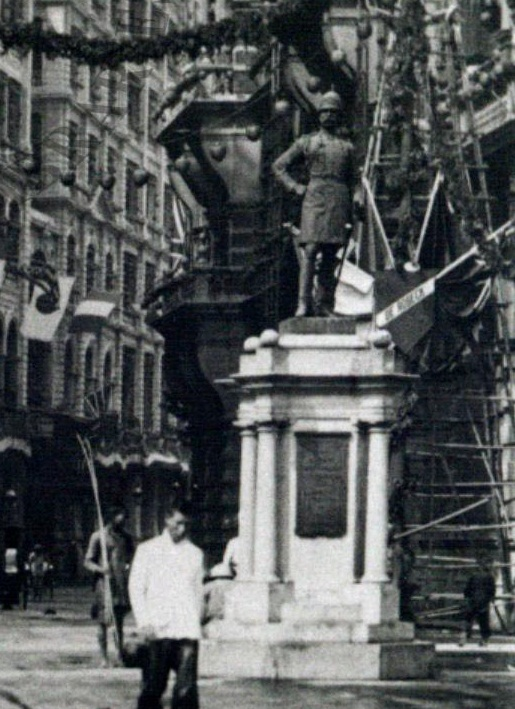
Памятник принцу Артуру в Гонконге
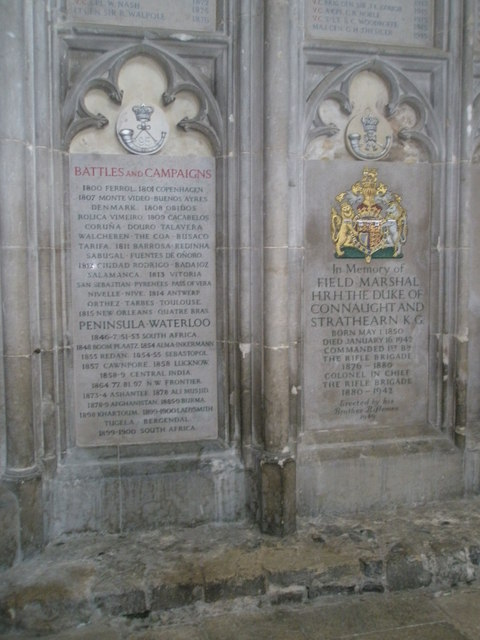
Мемориал принца Артура в Фрогморе
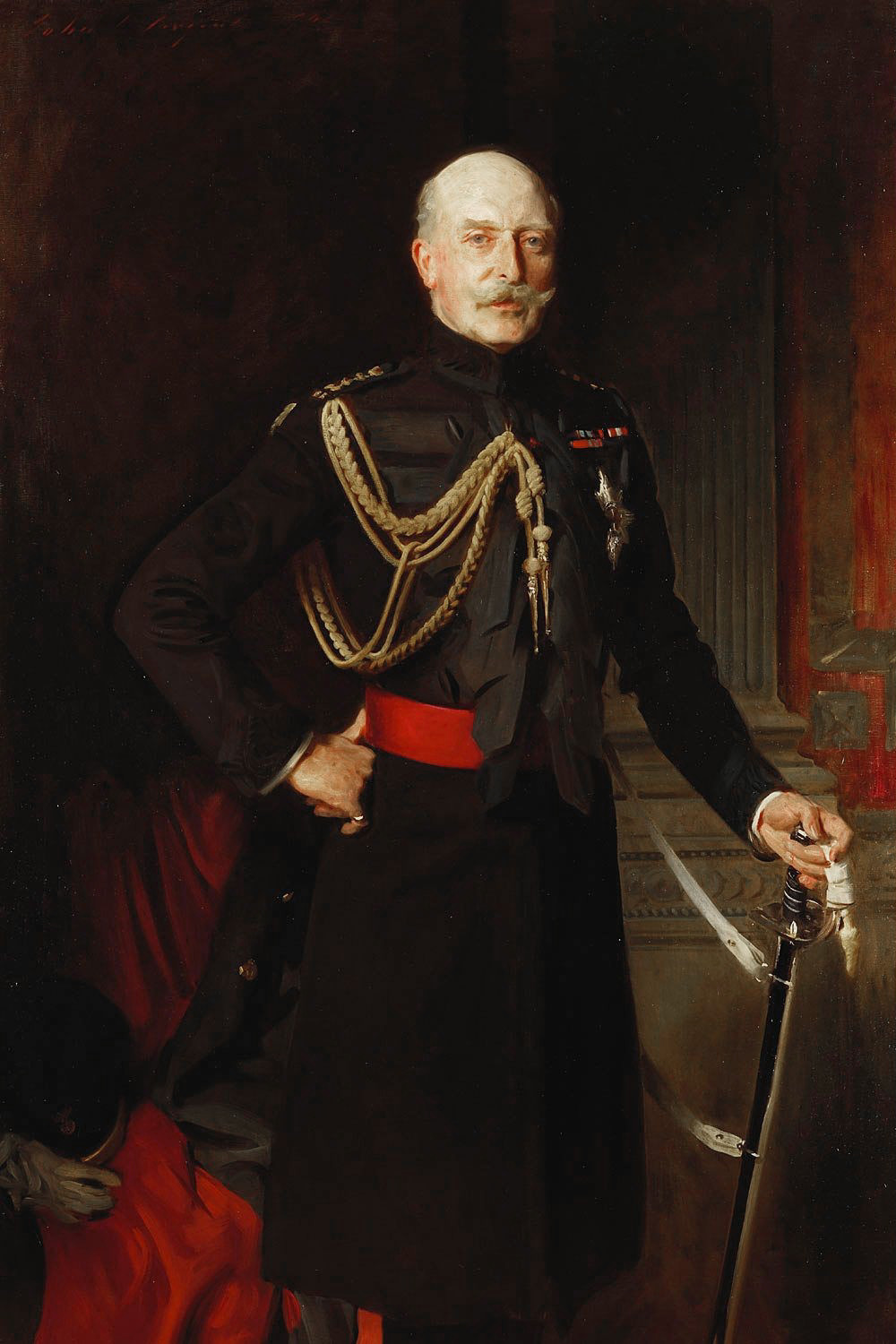
На портрете кисти Дж. Серджента